# 利奧茲諾
利奧茲諾（羅馬化：Liozna，羅馬化：Liozno）是白俄羅斯維捷布斯克州城鎮，為利奧茲諾區首府；距離維捷布斯克40公里，毗鄰俄羅斯邊境，海拔高度193米，2010年人口6,800人。第二次世界大戰期間，納粹德國在1941年7月17日至1943年10月8日佔領該鎮。

## 外部連結
- Liozno home page
- Liozno newspaper "Styag Peramogi"
- Liozno satellite image（页面存档备份，存于）